# Eutelia

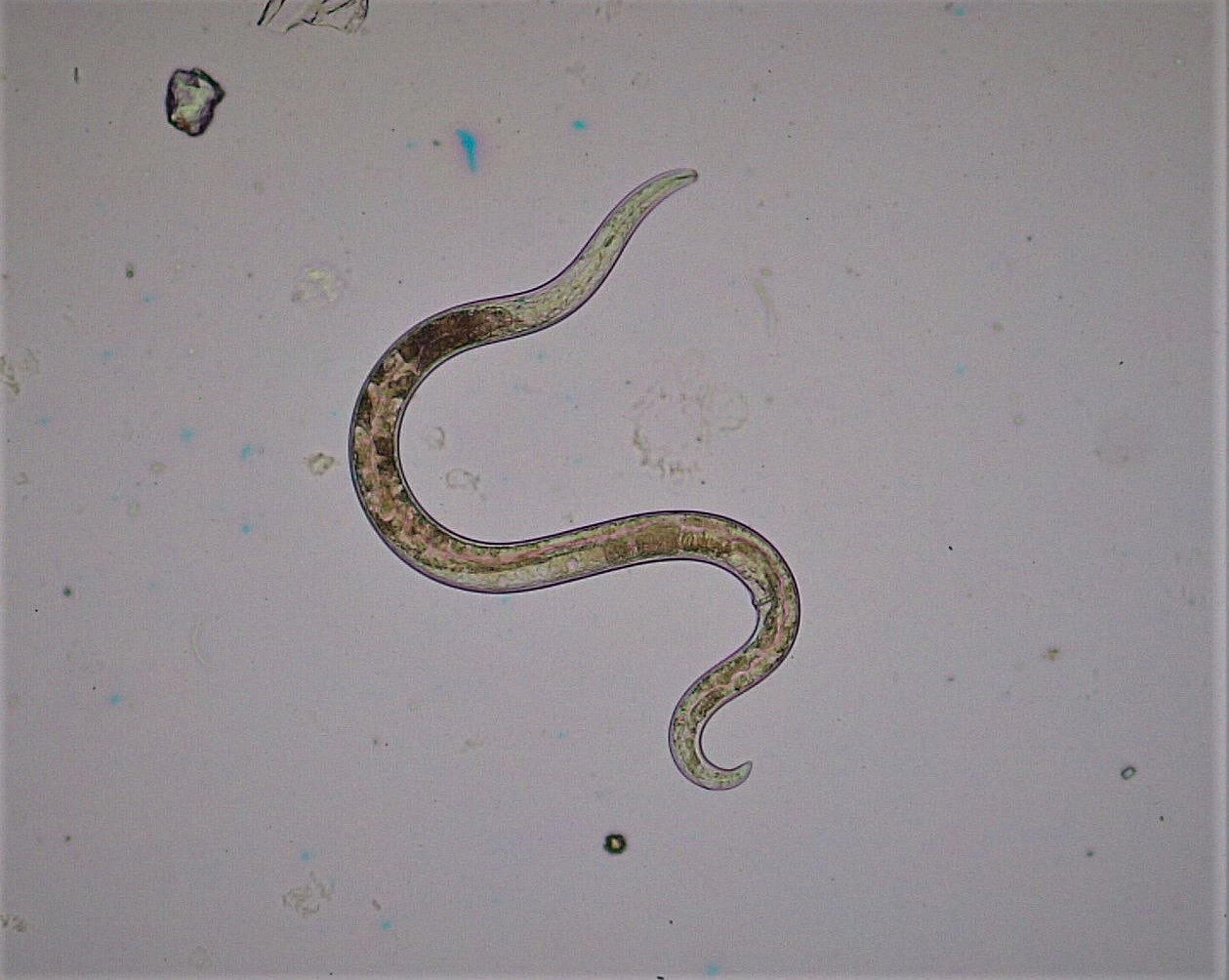
Nicienie to zwierzęta odznaczające się eutelią

Eutelia – występowanie stałej liczby komórek somatycznych w organizmie. Liczba komórek u zwierząt eutelicznych ustala się już w rozwoju zarodkowym. Eutelia wiąże się z brakiem zdolności do regeneracji w razie uszkodzeń jak również brakiem możliwości powstawania nowotworów. 
Występuje u nicieni np. Caenorhabditis elegans, którego ciało zbudowane jest z 959 komórek + zmienna liczba komórek jajowych i plemników.